# Tituly a vyznamenání Viléma Švédského

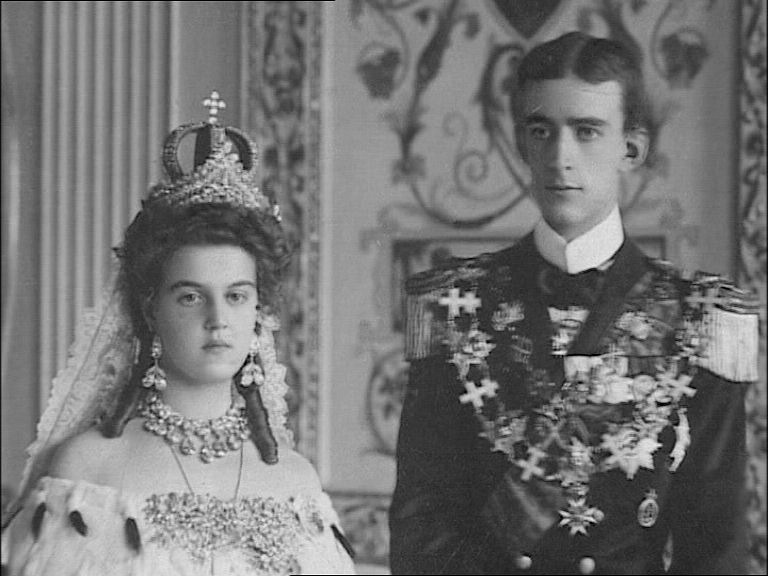
Vilém Švédský v uniformě s mnoha švédskými řády během své svatby v roce 1908

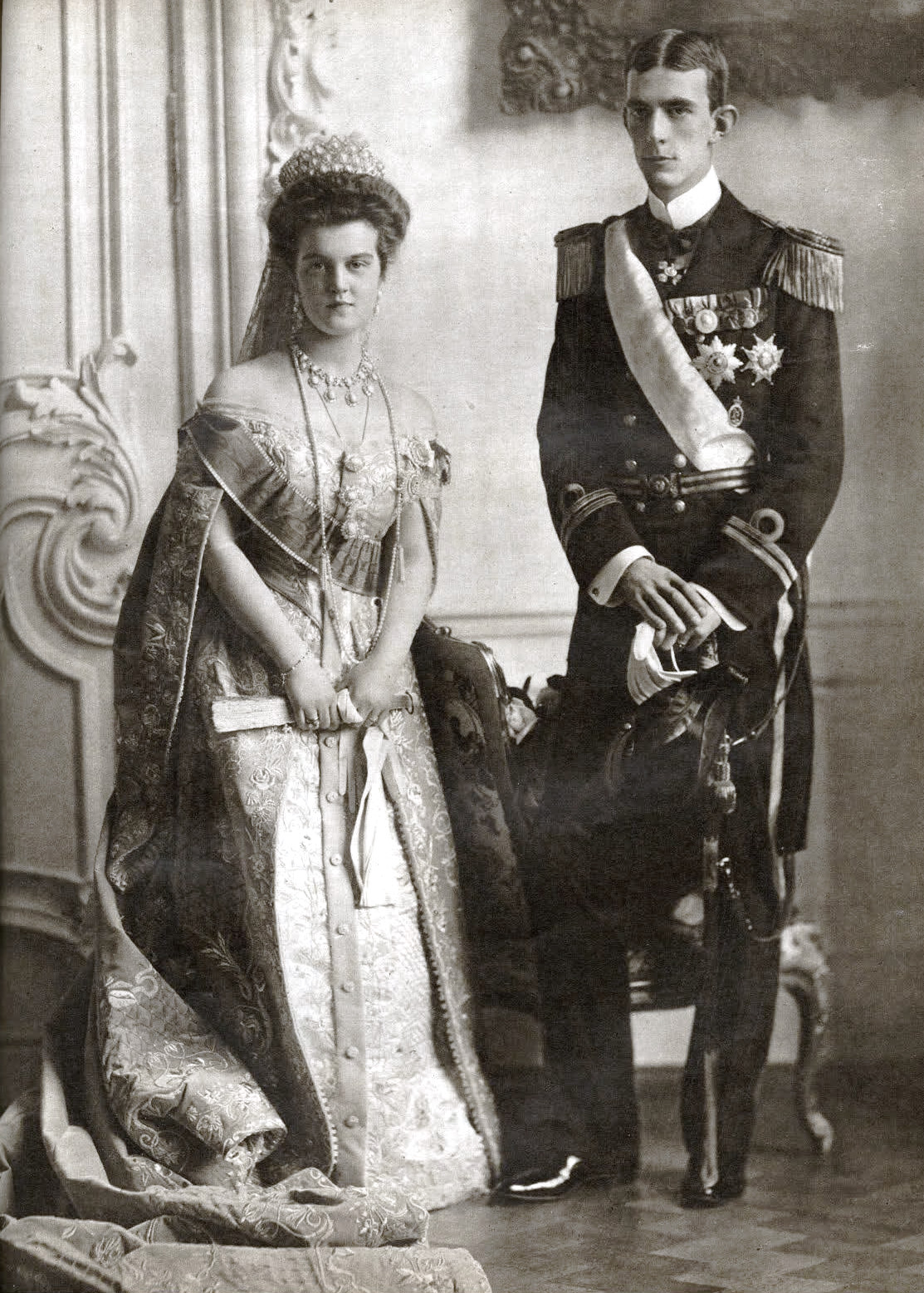
Vilém Švédský v roce 1908 během své svatby

Švédský princ a vévoda ze Södermanlandu, Vilém Švédský, obdržel během svého života řadu švédských i zahraničních titulů a vyznamenání.

Erb Viléma Švédského

## Vyznamenání

### Švédská vyznamenání
- rytíř Řádu Serafínů – od narození, 17. června 1884
- komtur velkokříže Řádu polární hvězdy – od narození, 17. června 1884
- rytíř Řádu Karla XIII. – od narození, 17. června 1884
- komtur velkokříže Řádu meče – od narození, 17. června 1884
- komtur velkokříže Řádu Vasova – 16. června 1948
- Pamětní medaile stříbrného výročí Oskara II. – 1897
- Pamětní medaile jubilea Gustava V. – 25. května 1928
- Pamětní medaile stříbrné svatby korunního prince Gustava a korunní princezny Viktorie – 1906
- Pamětní medaile zlaté svatby krále Oskara II. a královny Sofie – 1907
- rytíř Řádu norského lva – Švédsko-norská unie, 21. ledna 1904 – udělil král Oskar II.

### Zahraniční vyznamenání
- Bádenské velkovévodství
  -  velkokříž Domácího řádu věrnosti
- Belgie
  -  velkostuha Řádu Leopoldova
- Dánsko
  -  rytíř Řádu slona – 18. prosince 1907
- Egyptské království
  -  řetěz Řádu Muhammada Alího
- Italské království
  -  rytíř velkokříže Řádu italské koruny
- Monako
  -  rytíř Řádu svatého Karla
- Nizozemsko
  -  velkokříž Řádu nizozemského lva – 1901[3]
- Norsko
  -  velkokríž Řádu svatého Olafa
- Osmanská říše
  -  Řád Osmanie I. třídy
- Pruské království
  -  rytíř Řádu černé orlice
  -  velkokříž Řádu červené orlice
- Rumunsko
  -  velkokříž Řádu rumunské hvězdy
- Ruské impérium
  -  rytíř Řádu svatého Alexandra Něvského
  -  rytíř Řádu bílého orla
  -  Řád svaté Anny I. třídy
  -  Řád svatého Stanislava I. třídy
- Siam
  -  rytíř Řádu Mahá Čakrí
- Spojené království
  -  Korunovační medaile Eduarda VII. – 26. července 1902
  -  čestný rytíř velkokříže Královského Viktoriina řádu – 1905